# Nuraghe Meurra
Il nuraghe Meurra (o Is Meurras) è un sito archeologico situato tra i comuni di Giba e Tratalias, nella provincia del Sulcis Iglesiente.
Il nuraghe, che sorge nei pressi del lago artificiale di monte Pranu su dei rilievi collinari a circa 62 m sul livello del mare, è di tipo polilobato. Intorno ad esso sono presenti resti di capanne a pianta circolare e rettangolare, delle tombe dei giganti e ruderi di epoca romana.